# Carl Spitz
Carl Spitz, 26 août 1894 – 15 septembre 1976, était un éducateur canin hollywoodien, principalement connu pour avoir été le dresseur et maître du cairn terrier Terry (en), qui joua le rôle du chien Toto dans le film Le Magicien d'Oz. Spitz a développé une méthode silencieuse utilisant une forme de langage des signes pour diriger les animaux. Terry faisait ses propres cascades.
Carl Spitz était un immigrant allemand et étudiant du Colonel Konrad Most, qui fut considérté par la plupart comme « le père de l'éducation canine en Amérique ». Carl ouvrit l'école de dressage canin d'Hollywood en Californie en 1927. Carl Spitz fut par la suite chargé du programme des chiens de guerre américain durant la Seconde Guerre mondiale. Il mourut à 82 ans et fut enterré au cimetière du parc mémorial Forest Lawn de Glendale.